# Segona categoria del Campionat de Catalunya de futbol 1933-1934
Resultats de la lliga de Segona categoria del Campionat de Catalunya de futbol 1933-1934.

## Sistema de competició
La Segona categoria preferent segueix aquesta temporada amb dos grups de 8 equips cadascun, però amb la novetat de formar la fase final amb només els tres primers de cada grup, d'on els tres primers accediran a la lligueta de promoció. Com l'any passat, el campió de la fase final és proclamat campió de Catalunya de Segona categoria.

## Primera fase

### Classificació
Grup A
| Pos | Equip              | PJ | PG | PE | PP | GF | GC | DG  | Pts | Classificació  |
| --- | ------------------ | -- | -- | -- | -- | -- | -- | --- | --- | -------------- |
| 1   | UE Sants           | 14 | 10 | 2  | 2  | 43 | 15 | +28 | 22  | Fase pel títol |
| 2   | UE Sant Andreu     | 14 | 7  | 3  | 4  | 26 | 21 | +5  | 17  | Fase pel títol |
| 3   | FC Martinenc       | 14 | 6  | 3  | 5  | 28 | 27 | +1  | 15  | Fase pel títol |
| 4   | FC Santboià        | 14 | 6  | 3  | 5  | 29 | 28 | +1  | 15  |                |
| 5   | UE Poble Nou       | 14 | 4  | 5  | 5  | 14 | 21 | −7  | 13  |                |
| 6   | Reus Deportiu      | 14 | 4  | 3  | 7  | 13 | 27 | −14 | 11  |                |
| 7   | UA Horta           | 14 | 4  | 2  | 8  | 19 | 25 | −6  | 10  |                |
| 8   | Club Gimnàstic (R) | 14 | 3  | 3  | 8  | 18 | 26 | −8  | 9   | Descens        |

Grup B
| Pos | Equip               | PJ | PG | PE | PP | GF | GC | DG  | Pts | Classificació  |
| --- | ------------------- | -- | -- | -- | -- | -- | -- | --- | --- | -------------- |
| 1   | Terrassa FC         | 13 | 11 | 1  | 1  | 32 | 5  | +27 | 23  | Fase pel títol |
| 2   | Iluro SC            | 13 | 7  | 4  | 2  | 30 | 14 | +16 | 18  | Fase pel títol |
| 3   | CE Manresa          | 13 | 7  | 2  | 4  | 22 | 17 | +5  | 16  | Fase pel títol |
| 4   | Sant Cugat Sport FC | 13 | 5  | 2  | 6  | 27 | 29 | −2  | 11  | (-1)           |
| 5   | FC Ripollet (R)     | 9  | 5  | 0  | 4  | 18 | 11 | +7  | 10  | Descens (Nota) |
| 6   | Tàrrega SC          | 13 | 3  | 3  | 7  | 15 | 33 | −18 | 9   |                |
| 7   | Mollet SC           | 12 | 2  | 1  | 9  | 12 | 27 | −15 | 5   |                |
| 8   | FC Vilafranca (R)   | 10 | 1  | 1  | 8  | 6  | 26 | −20 | 3   | Descens (Nota) |

### Resultats
| 1 · jornada · 8  |                  |                  |                  |
| 24 setembre 1933 | 24 setembre 1933 | 12 novembre 1933 | 12 novembre 1933 |
| 1-1              | Sants            | Poble Nou        | 3-0              |
| 1-1              | Martinenc        | Reus             | 1-1              |
| 2-1              | Sant Andreu      | Santboià         | 1-1              |
| 1-2              | Gimnàstic        | Horta            | 0-1              |
| 2 · jornada · 9  |                  |                  |                  |
| 1 octubre 1933   | 1 octubre 1933   | 26 novembre 1933 | 26 novembre 1933 |
| 1-0              | Poble Nou        | Horta            | 1-1              |
| 2-3              | Santboià         | Martinenc        | 2-4              |
| 2-0              | Reus             | Sants            | 0-4              |
| 2-2              | Gimnàstic        | Sant Andreu      | 1-3              |
| 3 · jornada · 10 |                  |                  |                  |
| 8 octubre 1933   | 8 octubre 1933   | 3 desembre 1933  | 3 desembre 1933  |
| 3-1              | Poble Nou        | Reus             | 0-0              |
| 6-1              | Sants            | Santboià         | 4-2              |
| 1-0              | Martinenc        | Gimnàstic        | 2-4              |
| 0-2              | Horta            | Sant Andreu      | 0-3              |
| 4 · jornada · 11 |                  |                  |                  |
| 15 octubre 1933  | 15 octubre 1933  | 10 desembre 1933 | 10 desembre 1933 |
| 4-1              | Santboià         | Poble Nou        | 1-1              |
| 1-0              | Reus             | Horta            | 0-7              |
| 2-2              | Gimnàstic        | Sants            | 0-3              |
| 3-1              | Sant Andreu      | Martinenc        | 4-2              |
| 5 · jornada · 12 |                  |                  |                  |
| 22 octubre 1933  | 22 octubre 1933  | 17 desembre 1933 | 17 desembre 1933 |
| 0-2              | Reus             | Santboià         | 2-3              |
| 3-2              | Poble Nou        | Gimnàstic        | 0-1              |
| 4-0              | Sants            | Sant Andreu      | 6-2              |
| 1-3              | Horta            | Martinenc        | 2-2              |
| 6 · jornada · 13 |                  |                  |                  |
| 29 octubre 1933  | 29 octubre 1933  | 24 desembre 1933 | 24 desembre 1933 |
| 0-4              | Horta            | Santboià         | 2-3              |
| 3-1              | Gimnàstic        | Reus             | 0-3              |
| 0-1              | Sant Andreu      | Poble Nou        | 1-1              |
| 1-2              | Martinenc        | Sants            | 1-4              |
| 7 · jornada · 14 |                  |                  |                  |
| 5 novembre 1933  | 5 novembre 1933  | 31 desembre 1933 | 31 desembre 1933 |
| 3-2              | Santboià         | Gimnàstic        | 0-0              |
| 1-0              | Reus             | Sant Andreu      | 0-3              |
| 1-5              | Poble Nou        | Martinenc        | 0-1              |
| 3-0              | Sants            | Horta            | 1-3              |

| 1 · jornada · 8  |                  |                  |                  |
| 24 setembre 1933 | 24 setembre 1933 | 12 novembre 1933 | 12 novembre 1933 |
| 1-1              | Iluro            | Manresa          | 1-1              |
| 1-1              | Sant Cugat       | Vilafranca       | 6-0              |
| 0-2              | Tàrrega          | Mollet           | 1-1              |
| 1-0              | Terrassa         | Ripollet         | 2-1              |
| 2 · jornada · 9  |                  |                  |                  |
| 1 octubre 1933   | 1 octubre 1933   | 26 novembre 1933 | 26 novembre 1933 |
| 0-2              | Manresa          | Terrassa         | 0-2              |
| 1-4              | Vilafranca       | Iluro            | (n/p)            |
| 3-0              | Mollet           | Sant Cugat       | 0-3              |
| 6-1              | Ripollet         | Tàrrega          | 2-3              |
| 3 · jornada · 10 |                  |                  |                  |
| 8 octubre 1933   | 8 octubre 1933   | 3 desembre 1933  | 3 desembre 1933  |
| 3-0              | Manresa          | Vilafranca       | (n/p)            |
| 2-0              | Iluro            | Mollet           | 4-2              |
| 1-3              | Sant Cugat       | Ripollet         | —                |
| 3-0              | Terrassa         | Tàrrega          | 1-1              |
| 4 · jornada · 11 |                  |                  |                  |
| 15 octubre 1933  | 15 octubre 1933  | 10 desembre 1933 | 10 desembre 1933 |
| 0-4              | Vilafranca       | Terrassa         | —                |
| 1-2              | Mollet           | Manresa          | 2-5              |
| 1-0              | Ripollet         | Iluro            | —                |
| 1-2              | Tàrrega          | Sant Cugat       | 0-5              |
| 5 · jornada · 12 |                  |                  |                  |
| 22 octubre 1933  | 22 octubre 1933  | 17 desembre 1933 | 17 desembre 1933 |
| 2-1              | Vilafranca       | Mollet           | —                |
| 2-0              | Manresa          | Ripollet         | —                |
| 4-0              | Iluro            | Tàrrega          | 1-1              |
| 7-0              | Terrassa         | Sant Cugat       | 1-0              |
| 6 · jornada · 13 |                  |                  |                  |
| 29 octubre 1933  | 29 octubre 1933  | 24 desembre 1933 | 24 desembre 1933 |
| 2-0              | Terrassa         | Mollet           | 4-0              |
| 3-1              | Ripollet         | Vilafranca       | —                |
| 2-0              | Tàrrega          | Manresa          | 1-5              |
| 3-3              | Sant Cugat       | Iluro            | 1-7              |
| 7 · jornada · 14 |                  |                  |                  |
| 5 novembre 1933  | 5 novembre 1933  | 31 desembre 1933 | 31 desembre 1933 |
| 0-2              | Mollet           | Ripollet         | —                |
| 1-4              | Vilafranca       | Tàrrega          | —                |
| 2-1              | Manresa          | Sant Cugat       | 1-4              |
| 2-1              | Iluro            | Terrassa         | 1-2              |

Notes Grup B
- Jornada 7: el partit Manresa-Sant Cugat va acabar amb empat a un però la Federació decretà com a resultat final 2 a 1, i sancionà el Sant Cugat amb un punt menys a la classificació.[1]
- Jornades 9 i 10: El Vilafranca es va retirar de la competició després de la vuitena jornada, i el Ripollet va seguir el mateix camí una setmana més tard. Per aquest motiu, ambdós equips descendirien automàticament a final de temporada independentment de la classificació.[2] Segons les classificacions disponibles, es van assignar victòries a Iluro i Manresa en els partits que havien de jugar contra el Vilafranca. A partir d'aquí, ja no es van comptabilitzar els partits on intervenia el Vilafranca.

## Fase final

### Classificació
| Pos | Equip          | PJ | PG | PE | PP | GF | GC | DG  | Pts | Classificació   |
| --- | -------------- | -- | -- | -- | -- | -- | -- | --- | --- | --------------- |
| 1   | UE Sants (C)   | 10 | 6  | 2  | 2  | 19 | 14 | +5  | 14  | Campió          |
| 2   | FC Martinenc   | 10 | 5  | 3  | 2  | 14 | 9  | +5  | 13  | Promoció ascens |
| 3   | Terrassa FC    | 10 | 5  | 2  | 3  | 22 | 9  | +13 | 12  | Promoció ascens |
| 4   | CE Manresa     | 10 | 4  | 1  | 5  | 16 | 17 | −1  | 9   |                 |
| 5   | Iluro SC       | 10 | 4  | 0  | 6  | 17 | 20 | −3  | 8   |                 |
| 6   | UE Sant Andreu | 10 | 1  | 2  | 7  | 11 | 30 | −19 | 4   |                 |

### Resultats
| 1 · jornada · 6 |               |                |                |
| 21 gener 1934   | 21 gener 1934 | 25 febrer 1934 | 25 febrer 1934 |
| 1-2             | Iluro         | Sants          | 0-3            |
| 1-0             | Terrassa      | Martinenc      | 0-1            |
| 3-2             | Sant Andreu   | Manresa        | 0-3            |
| 2 · jornada · 7 |               |                |                |
| 28 gener 1934   | 28 gener 1934 | 4 març 1934    | 4 març 1934    |
| 3-1             | Sants         | Sant Andreu    | 3-2            |
| 1-0             | Manresa       | Terrassa       | 0-4            |
| 3-1             | Martinenc     | Iluro          | 1-0            |
| 3 · jornada · 8 |               |                |                |
| 4 febrer 1934   | 4 febrer 1934 | 11 març 1934   | 11 març 1934   |
| 2-1             | Iluro         | Manresa        | 1-2            |
| 5-0             | Terrassa      | Sant Andreu    | 1-1            |
| 1-0             | Sants         | Martinenc      | 1-1            |

| 4 · jornada · 9  |                |              |              |
| 11 febrer 1934   | 11 febrer 1934 | 18 març 1934 | 18 març 1934 |
| 2-2              | Terrassa       | Sants        | 2-0          |
| 0-6              | Sant Andreu    | Iluro        | 1-2          |
| 1-1              | Manresa        | Martinenc    | 1-2          |
| 5 · jornada · 10 |                |              |              |
| 18 febrer 1934   | 18 febrer 1934 | 25 març 1934 | 25 març 1934 |
| 3-2              | Sants          | Manresa      | 1-3          |
| 4-2              | Martinenc      | Sant Andreu  | 1-1          |
| 2-1              | Iluro          | Terrassa     | 2-6          |

## Torneig de promoció

### Classificació
| Pos | Equip           | PJ | PG | PE | PP | GF | GC | DG  | Pts | Classificació |
| --- | --------------- | -- | -- | -- | -- | -- | -- | --- | --- | ------------- |
| 1   | FC Badalona (O) | 10 | 6  | 2  | 2  | 28 | 15 | +13 | 14  | Roman a 1a    |
| 2   | Terrassa FC     | 10 | 5  | 3  | 2  | 29 | 16 | +13 | 13  |               |
| 3   | Granollers SC   | 10 | 6  | 1  | 3  | 28 | 18 | +10 | 13  | Baixa a 2a    |
| 4   | UE Sants        | 10 | 5  | 0  | 5  | 19 | 28 | −9  | 10  |               |
| 5   | FC Martinenc    | 10 | 2  | 1  | 7  | 15 | 25 | −10 | 5   |               |
| 6   | FC Palafrugell  | 10 | 2  | 1  | 7  | 15 | 32 | −17 | 5   | Baixa a 2a    |

### Resultats
| 1 · jornada · 6 |               |              |              |
| 15 abril 1934   | 15 abril 1934 | 27 maig 1934 | 27 maig 1934 |
| 2-1             | Sants         | Terrassa     | 3-5          |
| 0-1             | Martinenc     | Badalona     | 1-5          |
| 1-1             | Palafrugell   | Granollers   | 2-4          |
| 2 · jornada · 7 |               |              |              |
| 22 abril 1934   | 22 abril 1934 | 3 juny 1934  | 3 juny 1934  |
| 3-0             | Terrassa      | Martinenc    | 1-1          |
| 7-1             | Granollers    | Sants        | 0-2          |
| 4-0             | Badalona      | Palafrugell  | 2-3          |
| 3 · jornada · 8 |               |              |              |
| 29 abril 1934   | 29 abril 1934 | 10 juny 1934 | 10 juny 1934 |
| 5-2             | Terrassa      | Granollers   | 0-2          |
| 2-4             | Sants         | Badalona     | 0-4          |
| 2-1             | Palafrugell   | Martinenc    | 2-5          |

| 4 · jornada · 9  |              |               |               |
| 13 maig 1934     | 13 maig 1934 | 24 juny 1934  | 24 juny 1934  |
| 4-1              | Martinenc    | Sants         | 0-3           |
| 1-2              | Palafrugell  | Terrassa      | 1-8           |
| 2-1              | Badalona     | Granollers    | 2-4           |
| 5 · jornada · 10 |              |               |               |
| 20 maig 1934     | 20 maig 1934 | 1 juliol 1934 | 1 juliol 1934 |
| 2-1              | Sants        | Palafrugell   | 3-2           |
| 2-1              | Granollers   | Martinenc     | 5-2           |
| 3-3              | Terrassa     | Badalona      | 1-1           |